# Qui a peur du diable ?
 (avril 2024).
Pour plus de détails, voir Fiche technique et Distribution.
Qui a peur du diable? (Evil Toons) est une comédie horrifique américaine réalisée par Fred Olen Ray, sortie en 1991[réf. nécessaire] ou 1992.

## Synopsis
Un vieil homme aux prises avec le Mal, Gideon Fisk, se pend pour venir à bout d'un livre diabolique[pas clair] ; quelques années plus tard, quatre jeunes étudiantes acceptent de faire le ménage de la maison où les funestes événements ont eu lieu.

## Distribution
- David Carradine :  Gideon Fisk
- Monique Gabrielle :  Megan
- Madison Stone :  Roxanne
- Stacey Nix :  Jan
- Arte Johnson :  Mr. Hinchlow
- Dick Miller :  Burt
- Suzanne Ager :  Terry
- Don Dowe :  Biff
- Michelle Bauer :  Mrs. Burt
- Fred Olen Ray :  the voice of the monster